# Guido Leoni
Guido Leoni  (Verona, 25 de octubre de 1920-Roma, 1 de diciembre de 1998) fue un guionista y director italiano.

## Carrera
Estudiante universitario comenzó a escribir comedias y letras para variedades radiofónicas para la Radio Rai de Roma, trasladándose al cine a finales de la década de 1940 como guionista de películas de cómic interpretadas por Walter Chiari, Aldo Fabrizi y Renato Rascel, de los cuales él se convirtió en autor y director de confianza, tanto para radio como para cine. También se desempeñó como director de doblaje, fue uno de los fundadores de la Società Attorneysi Sincronizzati.
Se hizo conocido por las películas I pinguini ci guardano (Los pingüinos nos miran)  de 1956, protagonizada por Isa Barzizza y Rosalba Neri; Commissariato di notturna (Comisario nocturno) en 1974 junto a Rosanna Schiaffino y Gastone Moschin; y  I predatori della savana (Savana - Sexo y diamantes) de 1978  con María Conchita Alonso.
En 1959 viaja a la Argentina junto a las actrices Emma Danieli, Isabelle Corey y Milena Bettini a la Argentina donde filma junto a los galanes  Luis Dávila, Jorge Salcedo y Enzo Viena la película Vacaciones en la Argentina.
No debe confundirse con Guido Leoni (1915-1951), un premiado piloto de carreras de motos italiano del mismo nombre.

## Filmografía[3]

### Como guionista
- 1949: Vogliamoci bene!.
- 1954: Il seduttore, dirigido por Franco Rossi.
- 1954: Ridere! Ridere! Ridere!, dirigida por Edoardo Anton.
- 1955: I pinguini ci guardano.
- 1960: Vacanze in Argentina.
- 1961: Le ambiziose, con la dirección de Antonio Amendola.
- 1963: Follie d'estate.
- 1968: El Zorro.
- 1968: Gungala la pantera nuda.
- 1968: Un dollaro per 7 vigliacchi.
- 1968: Il magnifico Tony Carrera.
- 1969: Addio, Alexandra.
- 1970: La pacifista.

- 1970: La ragazza del prete, con dirección de Domenico Paolella.
- 1971: Ore di terrore.
- 1971: Quickly - Spari e baci a colazione.
- 1972: La morte accarezza a mezzanotte.
- 1972: Quante volte... quella notte, con dirección Mario Bava.
- 1974: Commissariato di notturna.
- 1974: Amore libero - Free Love, con la dirección de Pier Ludovico Pavoni.
- 1974: La supplente,
- 1976: Ecco lingua d'argento, dirigida por Mauro Ivaldi.
- 1976: Le seminariste.
- 1976: Oh, mia bella matrigna.

### Como director
- 1948: Alegres vacaciones.
- 1954: Di qua, di là del Piave.
- 1955: I pinguini ci guardano.
- 1956: I pinguini ci guardano.
- 1957: Rascel-Fifì.
- 1958: Rascel Marine.
- 1960: Vacaciones en la Argentina.
- 1968: Il mondo brucia.
- 1971: Ore di terrore.
- 1974: Commissariato di notturna.
- 1974: Chi ha rubato il tesoro dello scià?.
- 1975: La supplente.
- 1976: Le seminariste.
- 1976: Oh, mia bella matrigna.
- '1978: I predatori della savana